# XXL (live)
XXL is het derde album van BLØF uit 1998, opgenomen tijdens een liveconcert met het Zeeuws Orkest.

## Nummers
Bandleden:

Paskal Jakobsen · Peter Slager · Bas Kennis · Norman Bonink (voormalig: Henk Tjoonk, Chris Götte)

Discografie: